# Phytostérol

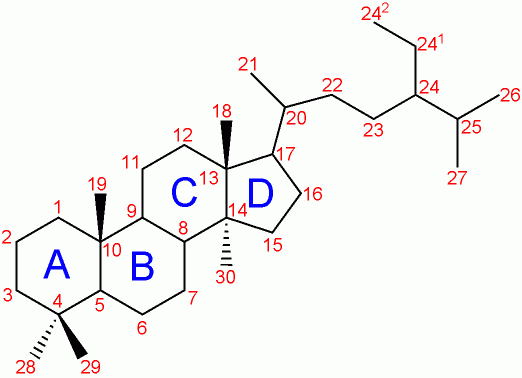
Composition d'un stéroïde

Les phytostérols ou stérols naturels sont un groupe de stérols naturellement présents dans la membrane cellulaire des plantes et de certains animaux. On les trouve en petite quantité dans les huiles végétales, particulièrement dans l'huile d'argousier (1 640 mg/100 g d'huile), l'huile de maïs (968 mg/100 g), l'huile de soja (327 mg/100 g) et dans les racines de la petite ortie dite aussi ortie brûlante (Urtica urens).
Ils sont commercialisés sous la forme d'une poudre blanche à l'odeur douce caractéristique, insoluble dans l'eau mais soluble dans les alcools. Ce sont des composés bioactifs ayant des applications en médecine et en cosmétique, et utilisés aussi comme compléments alimentaires. La consommation journalière de 2 g de phytostérols sous forme de corps gras enrichis en ces molécules (Encapsulation liposomale) abaisse le cholestérol et le LDL cholestérol d'environ 10 %. Il n'existe cependant pas de preuve que cette diminution du cholestérol par les phytostérols se traduise par une diminution du risque de survenue de maladies cardiovasculaires.
On peut citer parmi les complexes de phytostérols, isolés d'huiles végétales, la cholestatine composée de campestérol, stigmastérol et de brassicastérol, vendue comme complément alimentaire.

## Effets indésirables
Chez les personnes atteintes de sitostérolémie, une maladie génétique rare caractérisée par des concentrations anormalement élevées de phytostérols dans le sang, on observe un développement prématuré d'athérosclérose.